# Сыла
Сыла Генчоглу (тур. Sıla Gençoğlu, род. 17 июня 1980) — турецкая певица

 и автор песен. Родилась в Аджипаяме, затем переехала в Измир, а оттуда в Стамбул для окончания учёбы. Искусством увлеклась ещё во время учёбы в школе. После изучения джаза в стамбульском университете Бильги, стала вокалисткой у Кенана Догулу.
В 2007 году выпустила собственный альбом, озаглавленный её именем. Песня «Dan Sonra» заняла первую строчку в «Türkçe Top 20».

## Скандалы
В 2016 году в Турции отменили все запланированные концерты певицы после того, как она назвала митинги в честь победы властей над попыткой переворота в стране "Шоу". В митинге принимали участие как минимум 5 миллионов человек, на котором выступали президент Турции, лидеры основных оппозиционных партий .
В октябре 2018 году Сыла подала в суд, заявив что подвергалась физическому насилию со стороны своего тогда еще парня, известного актера Ахмеда Курала. Данный инцидент стал горячо обсуждаемым в Турции и привлек большое внимание.
Защитники патриархальной системы начали обвинять певицу в клевете, говоря, что обвинения выдуманные из-за ревности. Но не смотря на все споры, актера Ахмеда Курала суд приговорил к 16 месяцам и 20 дням тюремного заключения за оскорбления, угрозу и умышленное причинение вреда Сыле .